# Anne (arie protejată)
Anne este o arie protejată (arie specială de conservare — SAC, sit de importanță comunitară — SCI) din Estonia întinsă pe o suprafață de 15,8 ha, integral pe uscat.

## Localizare
Centrul sitului Anne este situat la coordonatele 58°21′49″N 26°46′40″E / 58.3635°N 26.7777°E.

## Înființare
Situl Anne a fost declarat sit de importanță comunitară în aprilie 2004 pentru a proteja 1 specie de plante. Situl a fost protejat și ca arie specială de conservare în septembrie 2005.

## Biodiversitate
Situată în ecoregiunea boreală, aria protejată nu include niciun habitat protejat.
La baza desemnării sitului se află o specie protejată de  plante: Angelica palustris.
Pe lângă speciile protejate, pe teritoriul sitului au mai fost identificate 4 specii de plante.